# Beckendorfer Mühlenbach
Der Beckendorfer Mühlenbach ist ein rechter Nebenfluss des Schwarzbachs im Nordosten des deutschen Bundeslandes Nordrhein-Westfalen.

## Geographie und Verlauf
Das Gewässer hat eine Gesamtlänge von 6,3 km. Das Einzugsgebiet erstreckt sich über einen kleinen Ausschnitt der Ravensberger Mulde im Norden Bielefelds, Süden Spenges und Osten Werthers. Das Gewässer entspringt im Jöllenbecker Bereich des Nagelsholzes und mündet bei Theesen in den Schwarzbach (Flusskilometer 0,4).
Das Gewässer durchfließt auf seinem Weg von der Quelle bis zur Mündung folgende Gemeinden:
- Spenge
- Werther
- Bielefeld

Der Bach ist zeitweilig Grenzbach zwischen Spenge, Werther und Bielefeld.
Auf seinem Weg nimmt das Gewässer flussabwärts betrachtet folgende Gewässer auf:
| Stat. in km | Name                       | GKZ | Lage   | Länge in km | EZG in km² |
| ----------- | -------------------------- | --- | ------ | ----------- | ---------- |
| 003,20      | Preckerbach (Dreeker Bach) |     | links0 |             |            |
| 002,10      | Pfarrholzbach              |     | links0 |             |            |

### Oberlauf
Der Beckendorfer Mühlenbach entspringt in einem Quellteich an der Höhe Nagelsholz nördlich von Jöllenbeck, rund 750 m westlich der Straßenecke Nagelsholz/Schlottkamp und 500 m nördlich des Jöllenbecker Windrads. Bereits der Quellbereich gehört zum Naturschutzgebiet Beckendorfer Mühlenbachtal, das den Bach bis zur Mündung begleitet. Der Bach fließt rund 1,2 km in südwestlicher Richtung durch einen Auwald ab, wobei er über rund 300 m die Grenze zwischen Bielefeld und Spenge markiert, und unterquert die Bargholzstraße zwischen Jöllenbeck und Häger. An der Südseite der Straße sind im Auwald noch Reste des ehemaligen Freibads Jöllenbeck zu erkennen. Der Bach wendet sich hier nach Süden und bildet über 1 km die Grenze zwischen Bielefeld und Werther. Dabei passiert er eine langgestreckte Bauschuttdeponie westlich. Der Bach fließt ab hier überwiegend durch ein für das Ravensberger Hügelland typisches kastenförmiges Siek. 700 m südlich der Bargholzstraße fließt von rechts ein namenloser Nebenbach zu, 400 m weiter südlich ein weiterer namenloser Nebenbach.

### Mittellauf
Der Mittellauf wendet sich nach Südosten. 700 m weiter südöstlich fließt von links der Dreeker Bach oder Preckerbach zu, der am Dreeker Weg in Jöllenbeck entspringt. Der größte Teil dieses Nebentals gehört mit zum Naturschutzgebiet. Weitere 700 m südöstlich unterquert der Bach die Beckendorfstraße zwischen Jöllenbeck und Schröttinghausen. In der Straßenkurve befand sich ein Fischteich, der inzwischen weitgehend verlandet ist. 400 m weiter südöstlich mündet von links der Pfarrholzbach ein, der an der Breede in Jöllenbeck entspringt. An der Mündung befand sich eine Mühle, die noch als Wohnhaus genutzt wird. 500 m weiter südlich, unterhalb der Straße Heidsieker Heide mit einem weithin sichtbaren Hotelbau, mündet von rechts ein weiterer namenloser Bach ein. Zuvor passiert der Bach den Hof Haselhorst östlich und eine Reitanlage westlich. Weitere 400 m weiter südlich mündet von links der Horstheider Bach ein, der am Nordende von Theesen entspringt.

### Unterlauf
Der rund 1 km lange Unterlauf bewegt sich mit wenigen Kurven in einem schmalen Auwald fast in Nord-Süd-Richtung, der Theesen von Babenhausen trennt. Kurz vor seiner Mündung in den Schwarzbach unterquert der Beckendorfer Mühlenbach den Wanderweg, der vom Köckerhof zum anderen Hof Meyer zur Müdehorst an der Schröttinghauser Straße führt.

## Umwelt

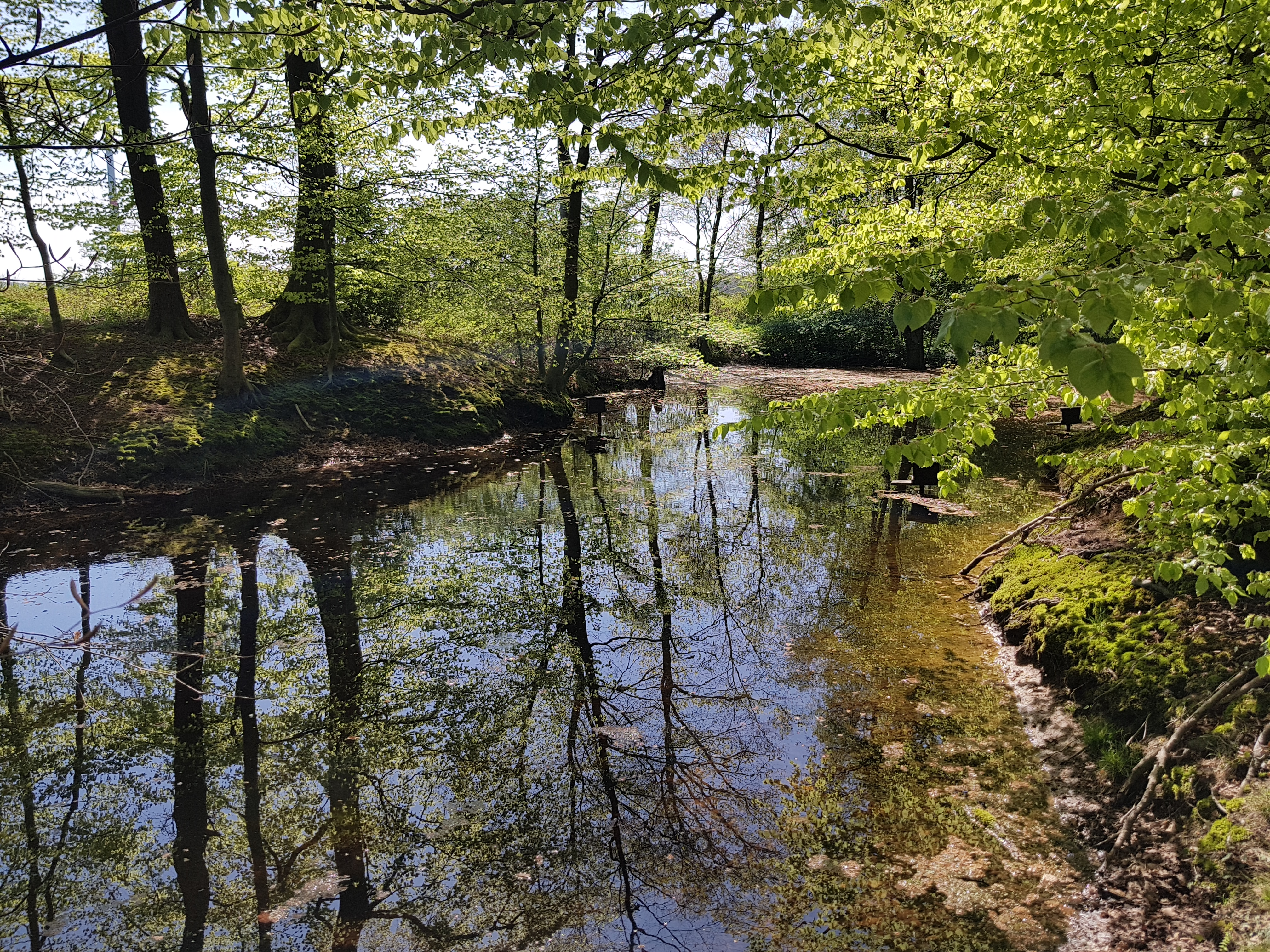
Quellteich des Beckendorfer Mühlenbaches in Bielefeld-Jöllenbeck, Region Nagelsholz

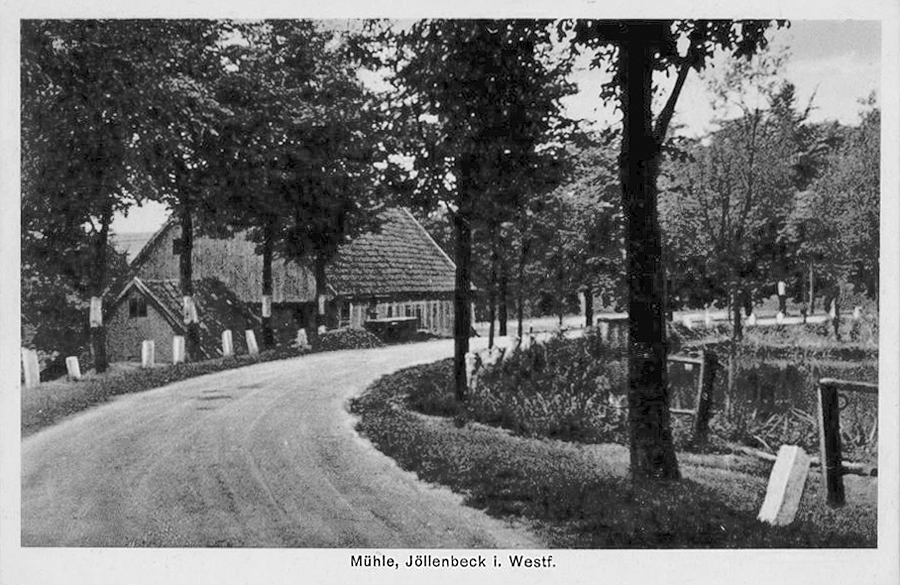
Historische Ansicht der Beckendorfer Wassermühle (Beckendorfstr. 161)

Weite Teile des Bachtals stehen unter Naturschutz. Das etwa 125,3 ha große Naturschutzgebiet Beckendorfer Mühlenbachtal wird von der Biologischen Station Gütersloh/Bielefeld betreut und dient unter anderem zum "Schutz der weitgehend zusammenhängenden Talbereiche des Beckendorfer Mühlenbaches von der Quelle bis zur Einmündung in den Schwarzbach sowie der Seitensieke". 

### Fauna
Das Naturschutzgebiet ist bekannt für Vorkommen des Eisvogels, des Kleinspechts und des Kammmolches.